# Colle d'Anchise
Colle d'Anchise es un municipio situado en la provincia de Campobasso, en la región de Molise. Tiene una población estimada, a fines de octubre de 2022, de 723 habitantes.

## Evolución demográfica
| Gráfica de evolución demográfica de Colle d'Anchise entre 1861 y 2022 |
|                                                                       |
| Fuente: ISTAT - Elaboración gráfica de Wikipedia                      |